# 学校法人金城学院
学校法人金城学院（がっこうほうじんきんじょうがくいん）は、愛知県名古屋市守山区大森2丁目1723に本部を置く学校法人。大学、中学校・高校、幼稚園を運営している。

## 設置校
- 金城学院大学
- 金城学院中学校・高等学校
- 金城学院幼稚園

廃止された学校
- 金城学院大学短期大学部（廃止）

## 歴史

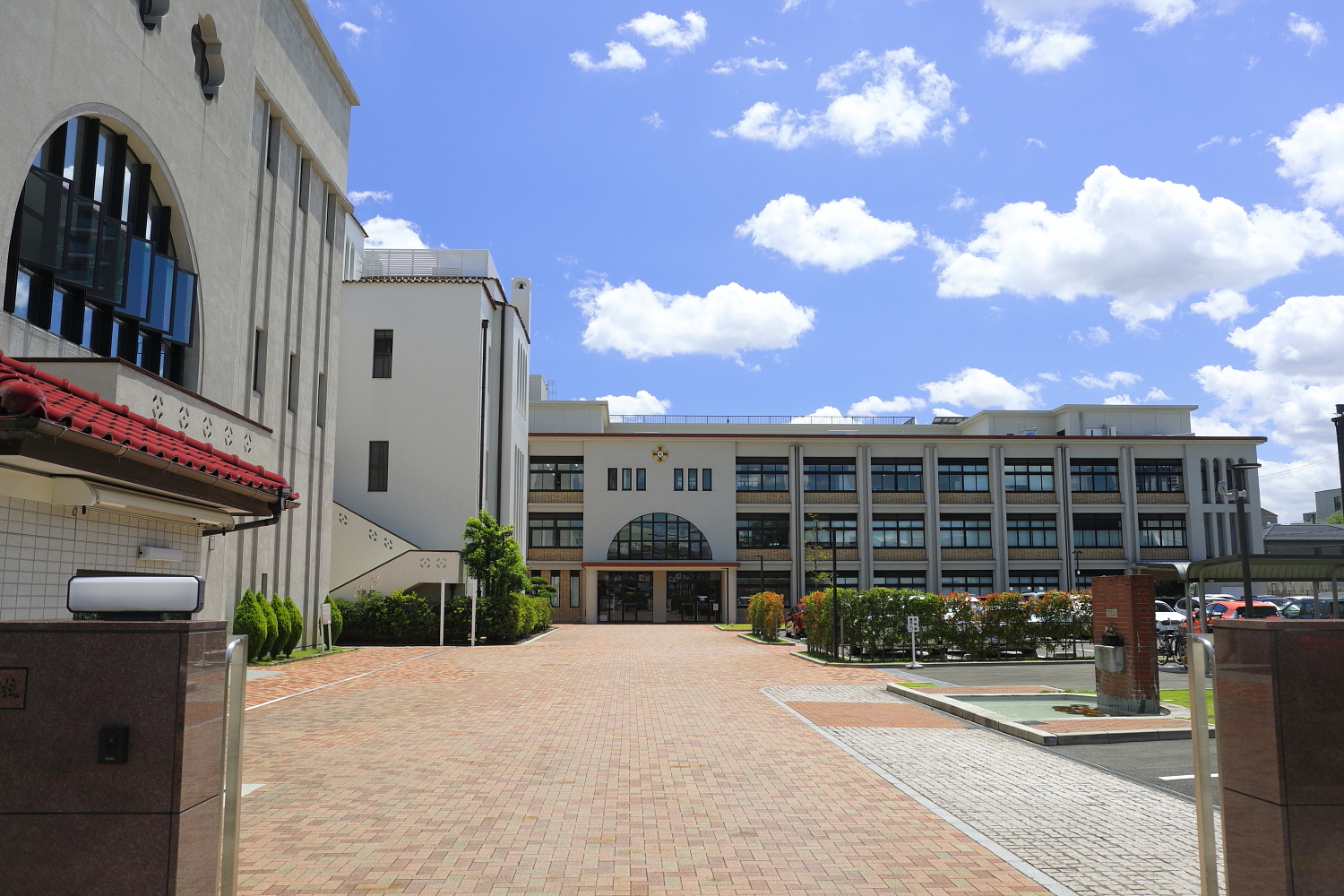
金城学院高等学校

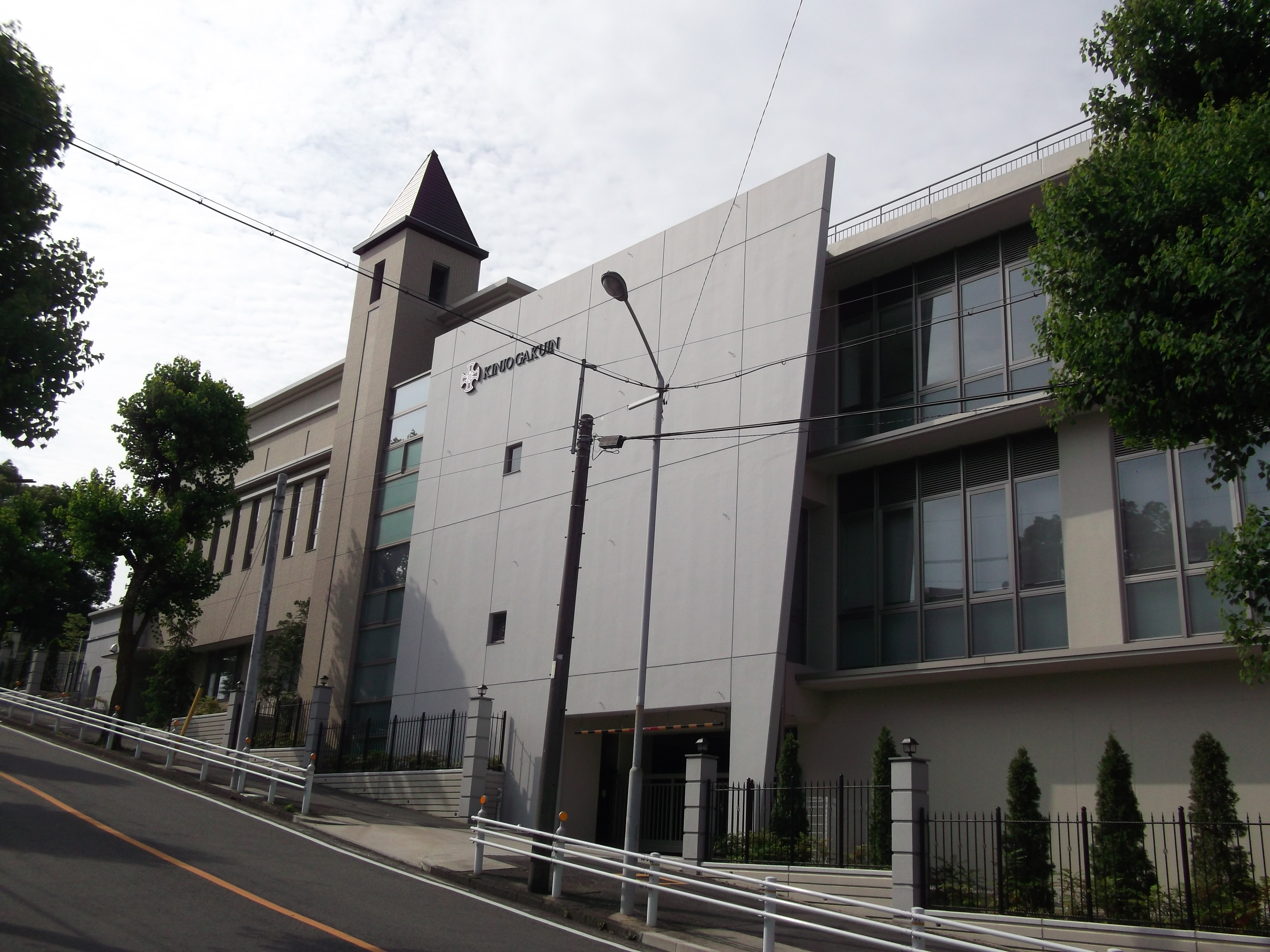
金城学院中学校

- 1889年（明治22年） - 宣教師のアニー・E・ランドルフがロバート・マカルピン博士の協力を得て、名古屋区下竪杉町に女学専門冀望館を創立[2]。
- 1890年（明治23年） - 校名を私立金城女学校に改称[2]。
- 1900年（明治33年） - 名古屋市白壁4丁目に移転[2]。
- 1927年（昭和2年） - 財団法人金城女学校を設立[2]。専門学校令による専門学校の設置認可[2]。校名を金城女子専門学校に改称[2]。
- 1929年（昭和4年） - 金城女学校を金城女子専門学校付属高等女学部に改称[2]。
- 1936年（昭和11年） - 講堂の榮光館が竣工。
- 1945年（昭和20年） - 太平洋戦争中の名古屋空襲によって校舎が全半壊[2]。
- 1947年（昭和22年） - 学制改革によって金城学園中学校を設置[2]。
- 1948年（昭和23年） - 金城学園中学校を金城学院中学校に改称。金城学院高等学校を設置[2]。
- 1949年（昭和24年） - 金城学院大学を設置[2]。
- 1950年（昭和25年） - 金城学院大学短期大学部を設置[2]。
- 1951年（昭和26年） - 学校法人金城学院に組織変更[2]。
- 1955年（昭和30年） - 金城学院中学校を名古屋市東区長久寺町に移転[2]。
- 1972年（昭和47年） - 名古屋市守山区大森に金城学院幼稚園を設置[2]。
- 1989年（平成元年） - 金城学院創立100周年記念式典を挙行[2]。
- 1993年（平成5年） - 法人所在地を名古屋市東区白壁4丁目64番地から名古屋市守山区大森2丁目1723番地に変更[2]。
- 2003年（平成15年） - 金城学院大学短期大学部を閉学[2]。金城学院中学校・高等学校として中高一貫教育に移行[2]。

## 象徴する施設
- 金城学院高等学校榮光館（金城学院高等学校）
金城学院高等学校の講堂であり、1936年（昭和11年）に竣工した[3]。1992年（平成4年）には金城学院創立100周年を記念してパイプオルガンが設置された[3]。1998年（平成10年）には登録有形文化財に登録された[3]。
- 牛馬用水（金城学院高等学校）
1928年（昭和3年）に設置された水槽であり、通りを行き交う牛馬がのどを潤した[3]。その後、金城学院高等学校の噴水池へ移設された[3]。
- エラ・ヒューストン記念礼拝堂（金城学院大学）
名称は第6代校長エラ・ヒューストンに因んでいる[3]。初代礼拝堂が取り壊された後、2014年（平成26年）3月には2代目礼拝堂が竣工した[3]。
- アニー・ランドルフ記念講堂（金城学院大学）
名称は金城学院創立者のアニー・ランドルフに因んでいる[3]。1991年（平成3年）に建てられ、入学式や学位記授与式などに用いられている[3]。
- 白百合館（金城学院中学校）
2011年（平成23年）に竣工した礼拝堂である[3]。
- 金城学院軽井沢スマイスハウス（長野県軽井沢町）
名称はL・C・M・スマイス博士夫妻に因んでいる[3]。長野県軽井沢町にある研修施設である[3]。